# Ahron Daum
Ahron Daum belgijski rabin, * 6. januar 1951 Izrael. Daum je nekdanji glavni rabin judovske skupnosti v Frankfurtu.

## Osebno življenje in izobrazba
Ahron Daum se je rodil 6. januarja 1951 v mestu Bnei Brak v Izraelu v pobožni judovski družini aškenaškega porekla.  Njegov oče Schmuel Daum je bil pomemben krajevni edukator in pisec iz rabinske družine, ki izvira iz Poljske in Češke. Mati Rivka Gina Daum izhaja iz Soprona na Madžarskem. Ahron Daum ima tri mlajše brate. Judovsko religijsko izobraževanje je začel pri trinajstih letih v litvansko-hasidski ješivi »Ruzhin« v Bnei Braku. Pri štirinajstih letih se je zaradi šolanja preselil v Združeno kraljestvo, kjer je nadaljeval izobraževanje na ješivi Ha-Rama in nato v znani cionistični ješivi Ec Haim v Montreuxu v Švici, kjer je leta 1975 tudi diplomiral, čemur je sledila še diploma na Jews College na University of London. Od leta 1978 je se je šolal na Isaac Elchman Theological Seminary na  Yeshiva University v New Yorku, ki jo je zaključil z diplomo iz biblijskih študij pod vodstvom pofesorja rabina Josepha Soloveitchnika. Po končanem šolanju se je vrnil v Evropo in se poročil s Francine Frenkel s katero ima tri hčere. Rabin Ahron Daum govori hebrejsko, angleško, nemško, francosko, nizozemsko, jidiš, pasivno pa tudi aramejsko in latinsko.

## Rabinska kariera
Leta 1982 je pričel kariero kot lokalni rabin judovske skupnosti v mestu Biel v nemško-francosko govorečem delu Švice. Leta 1986 je zapustil to pozicijo z namenom pridobitve doktorskega naziva na Christlich-Jüdische Institut v Lucernu na tamkajšnji teološki fakulteti. Leta 1987 je postal glavni rabin frankfurtske judovske skupnosti, v tistem času največje judovske skupnosti v Nemčiji. To je obenem bilo tudi obdobje največjih emigracij Judov iz nekdanje Sovjetske zveze, ki so se množično pričeli priseljevati v Nemčijo. Večinoma so bili to emigranti, ki so stik z judovstvom že davno izgubili. Naloga judovske skupnosti v Frankfurtu je bila ponovna pridobitev judovske identitete, obenem pa tudi razjasnitev le-te, njihova vključitev v vsakdanje judovsko življenje in pridobitev potrebnih znanj o judovstvu. Rabin Daum je za člane judovske skupnosti v Frankfurtu organiziral verske in kulturne prireditve s področja judaizma, kot so na primer klezmer glasba in izleti v nemška mesta Worms, Mainz in Michelstadt, ki so obenem pomembna tudi za judovsko kulturno dediščino. V tem času je skupnost v Frankfurtu štela med 6000 in 7000 člani. Obenem je organiziral tudi dogodke ob šabatu in judovskih praznikih ter učenje Tore. Redno je obiskoval štiri takrat delujoče frankfurtske sinagoge in dveh judovskih domov za ostarele ob praznikih kot so roš hašana, hanuka in pesah, sodeloval pri judovskih žalnih običajih (šiva) ob preminulih in bil odgovoren za področje kašruta (judovskih prehrambenih zakonov), kar je obsegalo predelovanje hrane, njeno prodajo, judovske restavracije in judovske trgovine z živili. Obenem je Rabin Daum bil odgovoren tudi za dostavo judovskih obrokov na letih nemškega letalskega prevoznika Lufthansa in judovskih hotelov. S pomočjo rabina Meirja Posena je obnovil judovsko ritualno kopel Mikve v Frankfurtu v skladu s Halaho, judovskim religijskim kodeksom. 
Kot rabin je imel pomembno vlogo na področju ločitev v judovskem zakonu in konverzij v judovstvo (giur). Rabin Ahron Daum ima petnajst let izkušenj na področju konverzij v judovstvo v skladu s Halaho, judovskim verskim kodeksom. Njegove priprave ne-Judov na konverzijo potekajo v skladu z moderno-ortodoksnim pogledom na judovski način življenja.
Leta 1993 se je zaradi družinskih razlogov preselil v belgijski Antwerpen, kjer je poučeval judaizem na Faculty for Comparative Religion v Wilrijku. Skupaj s soprogo je leta 2001 intenzivno pričel delovati na področju projekta Baalei Tshuva, programa, ki obsega vrnitev Judov v tradicionalen judovski način življenja. Obenem še zmeraj intenzivno deluje na področju konverzij v judovstvo.

## Dela in publikacije
Profesor rabin Daum je avtor številnih literarnih del s področja judovskih študij. Med njegovim mandatom je kot lokalni rabin judovske skupnosti v Švici sodeloval s prispevki v nemško-švicarskem tedniku »Jüdische Rundschau.« Za časa njegovega bivanja v Frankfurtu je prispeval članke za mesečnik »Die Jüdische Allgemeine«. Od leta 2010 je aktiven z mesečnimi kolumnami za belgijski judovski časnik »Joods Aktuel«. Je avtor dveh knjig. »Halacha aktuell« je nemška knjiga v dveh izdajah, ki obsega številna področja vsakodnevnega judovskega življenja. Posebnost tega dela je v tem, da je to prva tovrstna tematika napisana v nemškem jeziku po drugi svetovni vojni. Drugo njegovo delo je knjiga z naslovom »Die Jüdische Feiertage in Sicht der Tradition.«  Gre za v dve izdaji, ki pokriva področja Halahe, judovske liturgije, praznikov in šabata. 

## Izdana dela in publikacije
- Halacha aktuell, Jüdische Religionsgestze und Bräuche im modernen Alltag (Haag und Herchen Verlag, Frankfurt am Main, 1992, 2 Vol., p. 387 – p. 773)
- Iyunim b’Halacha (Haag und Herchen Verlag, Frankfurt am Main, 1992, p. 93)
- Die Feiertage Israels, Die jüdischen Feiertage in er Sicht der Tradition (Herchen Verlag, Frankfurt am Main, vol. I, 1993, p. 556, vol. II, 1994, p. 557)
- "Das aschkenasische Rabbinat : Studien über Glaube und Schicksal" (Julius Carlebach) / Die Rolle des Rabbiners in Deutschland heute (Ahron Daum)